# Депардьё, Жерар
Жера́р Ксавье́ Марсе́ль Депардьё или Депардье́ (фр. Gérard Xavier Marcel Depardieu; МФА [ʒeʁaʁ dəpaʁdjø]о файле; род. 27 декабря 1948, Шатору, Эндр, Франция) — французский актёр.
Жерар Депардьё — один из самых плодотворных актёров современности, он снялся в более чем 200 фильмах. Диапазон его ролей огромен: от голливудских блокбастеров и фестивальных шедевров до малобюджетных комедий и телесериалов. Сам Депардьё признаётся, что у него нет какого-то определённого актёрского стиля и он снимается во всём, что ему нравится, при этом ему безразлично качество снимаемой ленты или её жанр.

## Биография

### Происхождение и ранние годы
Отец Рене Максим Лионель Депардьё (фр. René Maxime Lionel Depardieu) — имел прозвище Деде (фр. Dédé) и происходил из сельской семьи, которая имела глубокие корни в департаменте Эндр поблизости от города Шатору в центральной Франции. Он родился 14 мая 1923 года, никакого образования не получил и остался неграмотным; рано оставив семейную ферму, он подался в город, где начал работать жестянщиком.
Здесь он встретил будущую мать Жерара — Анну Жанну Жозефу Марийе (фр. Anne Jeanne Josèphe Marillier), которую знакомые чаще звали Лилетта (фр. Lilette). Она родилась 3 октября 1923 года в департаменте Юра возле швейцарской границы в семье военного лётчика, которого позднее перевели по службе в Шатору. Во время Второй мировой войны город находился на оккупированной немцами территории. Деде и Лилетта полюбили друг друга и 19 февраля 1944 года зарегистрировали свой брак в городской ратуше Шатору.
27 декабря 1948 года родился Жерар Депардьё, к финансовым проблемам добавились новые: отец начал пить и нередко пропадал из дома, оставляя жену одну с тремя детьми. Несколько лет спустя, в семье родились ещё трое детей: Катрин, Франк и Эрик. Жерар не был желанным ребёнком, его мать несколько раз пыталась сделать аборт, протыкая себя спицами. Жерар с семи лет принимал у матери роды своих братьев и сестёр.
В автобиографической книге «Что было, то было» (фр. Ça s’est fait comme ça), опубликованной в 2014 году, Депардьё писал, что в свои десять лет он выглядел на пятнадцать. С ранней юности он осознал, что привлекает гомосексуалов. Оказывая мужчинам интимные услуги, он просил взамен деньги. Его клиентами были водители грузовиков. Школьные каникулы он проводил в общественных туалетах аэропорта Орли в пригороде Парижа, где его бабушка работала дежурной. Родители как могли заботились о Жераре, но со временем его поведение и успеваемость в школе сильно ухудшились, причём до такой степени, что его оставили на второй год в средней школе. Причиной были не столько его недостаточные умственные способности, сколько недостаточное внимание со стороны родителей и строгость учителей. В дальнейшем поведение Жерара и его отношение к школе ухудшились ещё больше, он совсем потерял интерес к учёбе. Весной 1962 года Жерар получил свидетельство о неполном среднем образовании.
Одновременно Депардьё познакомился с парнями, которые занимались кражами и перепродажей краденого топлива с американской базы. Хотя его и членов его группы неоднократно арестовывала полиция, формальное обвинение не было выдвинуто в связи с несовершеннолетием Депардьё. Со временем полиция начала относиться серьёзно к преступности среди молодёжи города. В квартире Депардьё провели обыск: ничего найдено не было, но полиция посоветовала родителям отправить его в колонию для несовершеннолетних. Отец решительно отказался подписать разрешение на такое предложение полиции, и вместо этого Депардьё был поставлен на учёт в службе по делам несовершеннолетних с предупреждением, что он должен ежемесячно отмечаться в полиции. Иногда Депардьё помогал ворам раскапывать свежие могилы, чтобы снять с покойников драгоценности и обувь. В 16 лет он отсидел три недели в тюрьме за кражу автомобиля. Иногда он обворовывал своих клиентов. В мае 1968 года Депардьё на антиправительственных акциях протеста вытаскивал из карманов студентов часы и кошельки. В перерывах между воровством и драками торговал сигаретами, покупая их на базе НАТО и продавая в два раза дороже.
Ещё в подростковом возрасте Депардьё был достаточно самостоятельным в выборе своего жизненного пути. Неоднократно он покидал город и путешествовал сначала по окрестным городам и сёлам, а позже даже на Средиземном море. Осенью 1965 года его знакомый пригласил его поехать с ним в Париж. Депардьё сначала отказался, но в течение трёх дней передумал — и, не сообщив родителям, поехал в столицу и остановился на квартире друга, который учился на курсах актёрского искусства. Ради интереса он пошёл вместе с другом посмотреть курсы и на школу, в которой тот учился. В классе преподаватель неожиданно пригласил Депардьё на сцену исполнять спонтанный номер с пантомимой. Одобрительная реакция преподавателя и студентов вдохновили Депардьё, и он решил серьёзно заняться актёрским делом и поступить на курсы Жана-Лорана Коше, одного из известнейших преподавателей театрального искусства во Франции.

### Карьера
В 1967 году Жерар Депардьё впервые снялся в кинематографе, сыграв главную роль битника в короткометражке «Битник и пижон» режиссёра Роже Ленара.
Депардьё является мастером психологического портрета. Важным этапом для актёрской карьеры Депардьё стало участие в фильме «Вальсирующие», вышедшем на экраны в 1974 году, где он сыграл роль грубоватого парня. Несмотря на скандальность и эпатажность картины (асоциальное и аморальное поведение главных героев, большое количество сцен секса — с насилием, с несовершеннолетней, групповой секс, секс с кормящей матерью, однополый секс), во Франции в 1974 году её посмотрело более пяти с половиной миллионов человек, благодаря чему в том году фильм занял 3-е место по сборам. Впоследствии эта картина была признана критиками ключевым произведением 1970-х годов.
После фильма Депардьё стал востребованным актёром и продолжил сотрудничество с режиссёром Бертраном Блие (к которому также пришла широкая известность в результате выхода этой картины) — вместе они сняли ещё «Холодные закуски» (1979), «Вечернее платье» (1986), «Слишком красива для тебя» (1989), «Спасибо, жизнь» (1991), «Актёры» (2000) и «Сколько ты стоишь?» (2005).
Депардьё создал образы героев, которые выбирали в качестве единственного способа противостоять современному миру насилие, в чём сумел достичь высокого трагизма («Барокко», «Семь смертей по рецепту», «Вид на жительство», «Возвращение Мартина Герра», «Не такой уж и плохой», «Ночью все кошки серы», «Прощай, самец», «Последняя женщина», и др.). В фильмах «Беглецы», «Инспектор-разиня», «Невезучие» актёр представил своё комическое дарование, темперамент и колоритную внешность. Для исторических фильмов и экранизаций классики — «1492: Завоевание рая», «Ватель», «Жерминаль», «Камилла Клодель», «Наполеон» и «Сирано де Бержерак» характерны такие качества Депардьё, как чувство стиля и умение проникнуться духом эпохи.
Он снимался в картинах Бернардо Бертолуччи («Двадцатый век»), Анджея Вайды («Дантон») Мориса Пиала («Под солнцем Сатаны»), Алена Рене («Мой американский дядюшка»), Франсуа Трюффо («Последнее метро», «Соседка»).
В 1984 году в качестве режиссёра снял фильм «Тартюф» (по пьесе Мольера), где исполнил главную роль, а в 1999 — «Мост меж двух берегов».
Играл в театрах «Мадлен» («Галапагосы» Ж. Шатене), Национальном театре Страсбура («Тартюф» Мольера) и «Эспас Пьер Карден» («SME» по произведениям Н. Саррот).
Участвовал в записи оперы-оратории Игоря Стравинского «Царь Эдип» под управлением Валерия Гергиева (исполнил роль рассказчика).
В октябре 2003 года Жерар Депардьё позировал для портрета русскому художнику Георгию Шишкину и побывал на открытии его выставки в Париже.
В июне 2013 года на закрытии Московского кинофестиваля Депардьё представлял российско-французский исторический фильм «Распутин», в котором сыграл главную роль. В интервью корреспонденту газеты «Metro Москва» он сказал, что на съёмках фильма «открыл для себя таких превосходных актёров, как Филипп Янковский, Владимир Машков, Константин Хабенский, Анна Михалкова», а съёмочную группу оценил как «очень профессиональную и отважную». В 2016 году были завершёны съёмки фильма «Диван Сталина», в котором Депардьё сыграл роль Иосифа Сталина.

### Личная жизнь
Приблизительно осенью 1968 года Депардьё познакомился в Париже со студенткой школы Коше — Элизабет Гиньо (фр. Elisabeth Guignot). В отличие от Депардьё, Элизабет происходила из древнего аристократического рода и принадлежала к одной из богатых семей Парижа. Несмотря на это, она оказалась весьма самостоятельной девушкой, независимой от желаний родителей и требований окружения, к которому принадлежала. Простой интерес к одному из ведущих учеников Коше перерос в дружбу, а со временем — в любовь. Гиньо и Депардьё поженились 11 апреля 1970 года. Брак продлился 26 лет до развода в 1996 году, хотя расстались супруги в 1992 году после признания внебрачного отцовства Депардьё.
У Жерара Депардьё официально четверо детей, из них двое старших — от жены Элизабет Депардьё (после развода — Гиньо):
Сын Гийом (1971—2008) — актёр, умер в возрасте 37 лет от вирусной пневмонии, был зависим от наркотиков. Внучка Луиза (род. 2000).
Дочь Жюли (род. 1973) — актриса. Внуки Билли (род. 16 июня 2011), Альфред (род. 8 августа 2012).
Также известны и официально признаны Депардьё двое внебрачных детей:
Роксана Депардьё (род. в 1992) — актриса, дочь от сенегальской модели и актрисы Карин Силла.
С 1996 по 2005 год находился в отношениях с актрисой Кароль Буке.
В период с 2005 по 2023 год Депардье состоял в отношениях с Клементин Игу.
14 июля 2006 года у него родился сын Жан — от французской камбоджийки Элен Бизо (Hélène Bizot), дочери кхмерского буддиста, выжившего узника «красных кхмеров», почётного профессора Французского института Дальнего Востока Франсуа Бизо — назван Жаном в честь умершего друга Депардьё, французского актёра Жана Карме.
С 2024 года он состоит в отношениях с Магдой Ваврусовой.
По утверждению самого Депардьё, всего у него 20 детей от 10 разных женщин, от некоторых матерей он откупился деньгами.
Депардьё, известный своим пристрастием к вину, признался, что выпивает до 10 бутылок алкоголя в день.

### Взгляды и гражданство
Воспитанный в католической вере, Депардьё в середине 1960-х годов, будучи поклонником творчества египетской певицы Умм Кульсум, принял ислам, но позднее сменил веру на привлёкший его буддизм.
4 сентября 2020 года принял православное крещение в Соборе Святого Александра Невского в Париже. По словам Депардьё, это произошло благодаря его «связи с православным духовенством» (как следует из его же слов, своим духовным отцом он считает митрополита Псковского и Порховского Тихона (Шевкунова)) и «любви к православной литургии».
Общаясь с журналистами после принятия православия, Депардьё заявил, что для полноты ему теперь остается принять иудаизм.
Является гражданином 3 государств: Бельгии, России и Алжира.
В конце 2012 года Депардьё купил дом в Бельгии в местечке Нешен в коммуне Эстемпюи недалеко от границы с Францией. Это спровоцировало оживлённую дискуссию в СМИ о возможной попытке Депардьё уйти от налогов. Премьер-министр Франции Жан-Марк Эро, отстаивающий жёсткую налоговую политику своего правительства, назвал это «жалкой попыткой». Через несколько дней Депардьё послал премьер-министру открытое письмо (приложив к нему паспорт и социальную карту), опубликованное в воскресной газете Le Journal du Dimanche. В письме актёр написал: «Кто вы такой, чтобы так меня судить, я спрашиваю вас, Эро, премьер-министр Франсуа Олланда, я спрашиваю вас: кто вы такой?.. Я никого не убивал, мне кажется, я не совершал недостойных поступков, за 45 лет я заплатил 145 млн евро налогов, предоставляю рабочие места для 80 человек. Меня не надо ни жалеть, ни хвалить, но я не приемлю слова „жалкий“».
В декабре 2012 года Жерар Депардьё переселился в Бельгию во избежание уплаты налога на роскошь, а спустя несколько дней объявил об отказе от французского гражданства. В письме премьер-министру он пояснил, что «понятие „патриотизм“ устарело, и он считает себя гражданином мира, а не Франции».
1 января 2013 года президент России Владимир Путин подписал указ № 1 о предоставлении Жерару Депардьё российского гражданства, а председатель парламентской комиссии Бельгии по натурализации Жорж Дальмань сообщил, что «ещё не получал официальной просьбы о натурализации в Бельгии от Ж. Депардьё». Ранее, 20 декабря 2012 года, в ходе пресс-конференции президент России заявил, что «если Жерар действительно хочет иметь или вид на жительство в России либо российский паспорт, то будем считать, что этот вопрос решён, и решён уже положительно». «Это обещание было обусловлено весомым вкладом Депардьё в отечественную культуру и кинематограф», заявил пресс-секретарь Президента России Дмитрий Песков.
Комментируя новость о получении российского гражданства, актёр сказал по этому поводу в обращении к россиянам, составленном им на двух языках, следующее:

Я обожаю вашу страну, Россию, ваших людей, вашу историю, ваших писателей. Мне нравится здесь делать фильмы, в которых я работаю вместе с такими актёрами, как Владимир Машков. Я обожаю вашу культуру, ваш образ мышления. Мой отец в своё время был коммунистом и слушал Радио Москвы! Это тоже часть моей культуры… Я очень люблю вашего президента Владимира Путина, и это взаимно… Россия — страна великой демократии, это не та страна, где премьер-министр мог бы назвать гражданина своей страны жалким человеком.
Вечером 5 января 2013 года Жерар Депардьё получил российский паспорт. По сообщениям ряда СМИ, при оформлении паспорта имели место нарушения российского законодательства.
6 января 2013 года Депардьё прибыл в город Саранск, где руководство республики Мордовия предложило квартиру либо собственный дом.
11 января Депардьё было присвоено звание «Почётный удмурт». 21 февраля Депардьё официально получил регистрацию у своего друга по адресу: город Саранск, улица Демократическая 1.
25 февраля 2013 года Депардьё получил звание почётного гражданина Чеченской республики из рук президента Чечни Рамзана Кадырова и ключи от пятикомнатной квартиры в Грозном.
В интервью телеканалу Notele Депардьё заявил, что любит Россию и Францию, но жить намерен в небольшом городке Нешене на юге Бельгии.
17 июня в СМИ появились данные о том, что Депардьё желает иметь гражданство ещё семи стран, в том числе Алжира.
24 августа 2013 года Жерар Депардьё стал почётным гражданином бельгийской коммуны Эстампуи.
8 апреля 2015 года появилась информация о том, что Депардьё якобы продал все свои квартиры в России, намерен отказаться от российского гражданства и собирается переехать на постоянное место жительства в Бельгию. Однако директор Депардьё Арно Фрилле опроверг эту информацию по горячим следам. В октябре того же года Депардьё показал прессе, что российский паспорт до сих пор при нём. В декабре 2015 года актёр заявил, что готов «умереть за Россию».
В июле 2015 года Депардьё стал «персона нон грата» на Украине, и ему на 5 лет был запрещён въезд в страну. В августе 2015 года СБУ внесла Депардьё в список деятелей культуры, действия которых создают угрозу национальной безопасности Украины.
В феврале 2018 года Депардьё на пресс-конференции, посвящённой второму сезону сериала «Марсель», сделал заявление о том, что планирует жить в Алжире.
В декабре 2018 Депардьё прописался в Новосибирске. Его бизнес-партнёр Юлия Мосман пояснила, что команда Депардьё запускает в Новосибирске бизнес, который будет связан с распространением и производством продуктов питания. Также в планах была съемка документального фильма о Новосибирске, который Депардьё и его продюсер Арно Фрилле готовили совместно с Первым каналом.
1 апреля 2022 года Депардьё осудил вторжение России на Украину, раскритиковал Владимира Путина за «безумные действия» и пообещал передать в помощь украинцам средства, которые он получит за три своих апрельских концерта.

### Судебный приговор
Жерар Депардьё был обвинён двумя женщинами, художницей-постановщицей и ассистенткой режиссёра, в сексуальных домогательствах во время съёмок фильма «Зелёные ставни» в 2021 году. В апреле 2024 Депардьё был задержан. В ходе судебного разбирательства он признал, что использовал грубые выражения и трогал одну из женщин за бёдра. В мае 2025 года актёр был признан виновным в сексуализированном насилии и приговорён к 18 месяцем условного тюремного заключения — суд принял во внимание его возраст и ухудшающееся состояния здоровья. Депардьё обязали также пройти курс у психолога. Адвокат актёра заявил, что оспорит приговор.

## Творчество

### Фильмография
| Год       |     | Русское название                       | Оригинальное название                                 | Роль                            |
| --------- | --- | -------------------------------------- | ----------------------------------------------------- | ------------------------------- |
| 1967      | кор | Битник и пижон                         | Le Beatnik et le Minet                                | битник                          |
| 1969      | тф  | Угрозы                                 | Menaces                                               | Жан Денель                      |
| 1970      | тф  | Сиборг                                 | Le cyborg ou Le voyage vertical                       | Габриэль                        |
| 1970      | тф  | Танго                                  | Tango                                                 | Эдек                            |
| 1971      | тф  | Навсикая                               | Nausicaa                                              | хиппи                           |
| 1971      | ф   | Вечерний крик баклана над джонками     | Le Cri du cormoran le soir au-dessus des jonques      | Анри                            |
| 1971      | ф   | Немного солнца в холодной воде         | Un peu de soleil dans l’eau froide                    | Пьер, брат Натали               |
| 1972      | ф   | Пожизненная рента                      | Le Viager                                             | сообщник Жо                     |
| 1972      | ф   | Убийца                                 | Le Tueur                                              | Фредо Бабаш                     |
| 1972      | ф   | Натали Гранже                          | Nathalie Granger                                      | продавец                        |
| 1972      | ф   | Скумон: Приносящий беду                | La Scoumoune                                          | Молодой уголовник               |
| 1972      | ф   | Встреча с радостной смертью            | Au rendez-vous de la mort joyeuse                     | Беретти                         |
| 1972      | ф   | Год 01                                 | L’An 01                                               | Франсуа                         |
| 1973      | с   | Вполне обеспеченный господин           | Un monsieur bien rangé                                | Жан-Жозеф Жен                   |
| 1973      | ф   | Дело Доминичи                          | L’Affaire Dominici                                    | Зезе, крестьянин                |
| 1973      | ф   | Двое в городе                          | Deux Hommes dans la ville                             | молодой уголовник               |
| 1973      | ф   | Суровый день для королевы              | Rude Journée pour la reine                            | Фабьен                          |
| 1973      | ф   | Каждые две недели                      | Une semaine sur deux                                  | Франсуа                         |
| 1973      | с   | Расследования комиссара Мегрэ          | Les enquêtes du commissaire Maigret — Mon ami Maigret | де Гриф                         |
| 1974      | ф   | Гаспары                                | Les Gaspards                                          | почтальон                       |
| 1974      | ф   | Стависки                               | Stavisky                                              | молодой изобретатель            |
| 1974      | ф   | Вальсирующие                           | Les Valseuses                                         | Жан-Клод                        |
| 1974      | ф   | Не такой уж и плохой                   | Pas si méchant que ça                                 | Пьер                            |
| 1974      | ф   | Женщина с Ганга                        | La Femme du Gange                                     | сторож на пляже («Безумный»)    |
| 1974      | ф   | Венсан, Франсуа, Поль и другие         | Vincent, François, Paul… et les autres                | Жан, рабочий и боксёр           |
| 1975      | ф   | Семь смертей по рецепту                | Sept Morts sur ordonnance                             | доктор Жан-Пьер Берг            |
| 1975      | ф   | Хозяйка                                | Maîtresse                                             | Оливье                          |
| 1976      | ф   | Барокко                                | Barocco                                               | Самсон / наёмный убийца         |
| 1976      | ф   | Двадцатый век                          | Novecento                                             | Ольмо Далко                     |
| 1976      | ф   | Я тебя люблю… Я тебя тоже нет          | Je t’aime moi non plus                                | крестьянин                      |
| 1976      | ф   | Последняя женщина                      | La Dernière Femme                                     | Жерар                           |
| 1976      | ф   | Рене-тросточка                         | René la Canne                                         | Рене                            |
| 1976      | ф   | Баксте́р, Вера́ Баксте́р                  | Baxter, Vera Baxter                                   | Мишель Кер, журналист           |
| 1977      | ф   | Скажите ей, что я её люблю             | Dites-lui que je l’aime                               | Давид Мартино                   |
| 1977      | ф   | Виоланта                               | Violanta                                              | Фортюна                         |
| 1977      | ф   | Грузовик                               | Le Camion                                             | камео                           |
| 1977      | ф   | Ночью все кошки серы                   | La Nuit, tous les chats sont gris                     | Филипп Ларше                    |
| 1977      | ф   | Приготовьте ваши носовые платки        | Préparez vos mouchoirs                                | Рауль                           |
| 1978      | ф   | Прощай, самец                          | Rêve de singe                                         | Жерар Лафайет                   |
| 1978      | ф   | Сахар                                  | Le Sucre                                              | Рауль, граф Рено                |
| 1978      | ф   | Женщина-левша                          | La Femme gauchère                                     | мужчина в майке                 |
| 1978      | ф   | Собаки                                 | Les Chiens                                            | Морель                          |
| 1979      | ф   | Холодные закуски                       | Buffet froid                                          | Альфонс Трам                    |
| 1979      | ф   | Пробка — невероятная история           | Le Grand Embouteillage                                | Франко                          |
| 1979      | ф   | Непостоянная Рози                      | Rosy la bourrasque                                    | Рауль Ламар, боксёр             |
| 1980      | ф   | Мой американский дядюшка               | Mon oncle d’Amérique                                  | Рене Рагно                      |
| 1980      | ф   | Лулу                                   | Loulou                                                | Лулу                            |
| 1980      | ф   | Инспектор-разиня                       | Inspecteur la Bavure                                  | Роже Морзини                    |
| 1980      | ф   | Последнее метро                        | Le Dernier Métro                                      | Бернар Гранжер                  |
| 1980      | ф   | Я вас люблю                            | Je vous aime                                          | Патрик                          |
| 1981      | ф   | Невезучие                              | La Chèvre                                             | Жан Кампана                     |
| 1981      | ф   | Соседка                                | La Femme d'à côté                                     | Бернар Годри                    |
| 1981      | ф   | Выбор оружия                           | Le Choix des armes                                    | Микки                           |
| 1982      | ф   | Старший брат                           | Le Grand Frère                                        | Жерар Бергер / Бернард Виго     |
| 1982      | ф   | Дантон                                 | Danton                                                | Дантон                          |
| 1982      | ф   | Возвращение Мартина Герра              | Le Retour de Martin Guerre                            | лже-Мартин                      |
| 1983      | ф   | Папаши                                 | Les Compères                                          | Жан Люка                        |
| 1983      | ф   | Луна в сточной канаве                  | La Lune dans le caniveau                              | Жерар Дельмас                   |
| 1984      | ф   | Форт Саган                             | Fort Saganne                                          | Шарль Саган                     |
| 1984      | ф   | Берег левый, берег правый              | Rive droite, rive gauche                              | адвокат Поль Сенанк             |
| 1984      | ф   | Тартюф                                 | Le Tartuffe                                           | Тартюф                          |
| 1985      | ф   | Полиция                                | Police                                                | инспектор Луи Манжен            |
| 1985      | ф   | Одна женщина или две                   | Une femme ou deux                                     | Жюльен Шейсак                   |
| 1986      | ф   | Улица отправления                      | Rue du départ                                         | отец Клары                      |
| 1986      | ф   | Жан де Флоретт                         | Jean de Florette                                      | Жан де Флоретт                  |
| 1986      | ф   | Вечернее платье                        | Tenue de soirée                                       | Жан-Клод по прозвищу Боб        |
| 1986      | ф   | Я ненавижу актёров                     | Je hais les acteurs                                   | задержанный в полиции           |
| 1986      | ф   | Беглецы                                | Les Fugitifs                                          | Жан Люка                        |
| 1987      | ф   | Под солнцем Сатаны                     | Sous le soleil de Satan                               | аббат Дониссан                  |
| 1988      | ф   | Странное место для встречи             | Drôle d’endroit pour une rencontre                    | Шарль                           |
| 1988      | ф   | Камилла Клодель                        | Camille Claudel                                       | Роден                           |
| 1989      | ф   | Двое                                   | Deux                                                  | Марк Ламберт                    |
| 1989      | ф   | Слишком красива для тебя               | Trop belle pour toi                                   | Бернар Бартелеми                |
| 1989      | ф   | Я хочу домой                           | I Want to Go Home                                     | Кристиан Готье                  |
| 1990      | ф   | Сирано де Бержерак                     | Cyrano de Bergerac                                    | Сирано де Бержерак              |
| 1990      | ф   | Вид на жительство                      | Green Card                                            | Жорж Форе, композитор           |
| 1990      | ф   | Уран                                   | Uranus                                                | Леопольд                        |
| 1991      | ф   | Спасибо, жизнь                         | Merci la vie                                          | безумный доктор                 |
| 1991      | ф   | Мой папа — герой                       | Mon père, ce héros                                    | Андре                           |
| 1991      | ф   | Все утра мира                          | Tous les matins du monde                              | взрослый Марен Маре             |
| 1992      | ф   | 1492: Завоевание рая                   | 1492: Christophe Colomb                               | Христофор Колумб                |
| 1993      | ф   | Жерминаль                              | Germinal                                              | Туссен Майо                     |
| 1993      | ф   | Увы, мне…                              | Hélas pour moi                                        | Симон Донадье                   |
| 1994      | ф   | Чистая формальность                    | A Pure Formality                                      | Онофф                           |
| 1994      | ф   | Мой отец — герой                       | My Father, ce héros                                   | Андре                           |
| 1994      | ф   | Машина                                 | La Machine                                            | Марк Лакруа                     |
| 1994      | ф   | Полковник Шабер                        | Le Colonel Chabert                                    | Шабер                           |
| 1994      | ф   | Элиза                                  | Élisa                                                 | отец                            |
| 1995      | ф   | Сто и одна ночь Симона Синема          | Les Cent et une nuits de Simon Cinéma                 | камео                           |
| 1995      | ф   | Гусар на крыше                         | Le Hussard sur le toit                                | комиссар полиции                |
| 1995      | ф   | Сорванец                               | Le Garçu                                              | Жерар, отец                     |
| 1995      | ф   | Между ангелом и бесом                  | Les Anges gardiens                                    | Антуан Карко                    |
| 1995      | ф   | Срывая звёзды                          | Unhook the Stars                                      | Канадский шофёр                 |
| 1996      | ф   | Опасная профессия                      | Le Plus Beau Métier du monde                          | Лоран Монье, учитель            |
| 1996      | ф   | Богус                                  | Bogus                                                 | Богус                           |
| 1996      | ф   | Секретный агент                        | L’Agent secret                                        | Оссипон                         |
| 1996      | ф   | Гамлет                                 | Hamlet                                                | Рейнальдо                       |
| 1997      | ф   | Она прекрасна                          | She’s so lovely/Call it love                          | продюсер                        |
| 1997      | ф   | XXL                                    | XXL                                                   | Давид Штерн                     |
| 1998      | ф   | Красотки                               | Bimboland                                             | Лоран Гаспар                    |
| 1998      | ф   | Слова любви                            | Mots d’amour                                          | Леви                            |
| 1998      | с   | Граф Монте-Кристо                      | Le Comte de Monte-Cristo                              | Эдмон Дантес, граф Монте-Кристо |
| 1998      | ф   | Человек в железной маске               | L’Homme au masque de fer                              | Портос                          |
| 1999      | ф   | Астерикс и Обеликс против Цезаря       | Astérix et Obélix contre César                        | Обеликс                         |
| 1999      | ф   | Мост меж двух берегов                  | Un pont entre deux rives                              | Жорж                            |
| 1999      | с   | Бальзак                                | Balzac                                                | Оноре де Бальзак                |
| 2000      | ф   | Мирка                                  | Mirka                                                 | Стрикс                          |
| 2000      | ф   | 102 далматинца                         | Les 102 Dalmatiens                                    | Жан-Пьер Ле Пелт                |
| 2000      | ф   | Со всей любовью                        | Tutto l’amore che c'è                                 | Молотов                         |
| 2000      | ф   | Актёры                                 | Les Acteurs                                           | камео                           |
| 2000      | ф   | Зависть богов                          | Зависть богов                                         | Бернар                          |
| 2000      | с   | Отверженные                            | Les Misérables                                        | Жан Вальжан                     |
| 2000      | ф   | Ватель                                 | Vatel                                                 | Франсуа Ватель                  |
| 2001      | ф   | Видок                                  | Vidocq                                                | Видок                           |
| 2001      | ф   | Хамелеон                               | Le Placard                                            | Сантини                         |
| 2001      | ф   | Агент «Стрекоза»                       | CQ                                                    | Анджей                          |
| 2002      | ф   | Бланш                                  | Blanche                                               | д’Артаньян                      |
| 2002      | с   | Наполеон                               | Napoléon                                              | Фуше                            |
| 2002      | ф   | Астерикс и Обеликс: Миссия «Клеопатра» | Astérix & Obélix: Mission Cléopâtre                   | Обеликс                         |
| 2002      | ф   | Рюи Блаз                               | Ruy Blas                                              | дон Салюстий                    |
| 2002      | ф   | Город призраков                        | City of Ghosts                                        | Эмиль                           |
| 2002      | ф   | Чти отца своего                        | Aime ton père                                         | Лео Шеперд                      |
| 2002      | ф   | Я — Дина                               | I Am Dina                                             | муж Дины                        |
| 2003      | ф   | Обет молчания                          | Le pacte du silence                                   | Грэхэм Гюи                      |
| 2003      | ф   | Невезучие                              | Tais-toi                                              | Квентин                         |
| 2003      | ф   | Ключи от машины                        | Les Clefs de bagnole                                  | продавец сырной лавки           |
| 2003      | ф   | Натали                                 | Nathalie                                              | Бернар                          |
| 2003      | ф   | Бон вояж!                              | Bon Voyage                                            | Жан-Этьен Бофор                 |
| 2003      | ф   | Ограбление по-французски               | Crime Spree                                           | Даниэль Форей                   |
| 2003      | тф  | Мадемуазель Мушкетёр                   | La Femme Musketeer                                    | кардинал Мазарини               |
| 2003      | с   | Убойная сила 5                         | Убойная сила 5                                        | комиссар полиции                |
| 2003      | ф   | Коварный лис                           | Volpone                                               | Вольпоне                        |
| 2004      | ф   | Профессионалы                          | San-Antonio                                           | лейтенант Берурье               |
| 2004      | ф   | Набережная Орфевр, 36                  | 36 Quai des Orfèvres                                  | Дэни Клейн                      |
| 2004      | ф   | Повернуть время вспять                 | Les Temps qui changent                                | Антуан                          |
| 2004      | ф   | Новая Франция                          | Nouvelle France                                       | отец Томас Блондо               |
| 2004      | ф   | Миллион лет до нашей эры               | RRRrrrr!!!                                            | новый вождь                     |
| 2005      | ф   | Жизнь Мишеля Мюллера прекрасней вашей  | La Vie de Michel Muller est plus belle que la vôtre   | камео                           |
| 2005      | ф   | Просто друзья                          | Je préfère qu’on reste amis…                          | камео                           |
| 2005      | ф   | Везёт как утопленнику                  | Boudu                                                 | Буду                            |
| 2005      | с   | Проклятые короли                       | Les Rois maudits                                      | Жак де Моле                     |
| 2005      | ф   | Сколько ты стоишь?                     | Combien tu m’aimes?                                   | Шарли                           |
| 2005      | ф   | Оле!                                   | Olé!                                                  | Франсуа Вебер                   |
| 2006      | ф   | Когда я был певцом                     | Quand j'étais chanteur                                | Ален Моро                       |
| 2006      | ф   | Париж, я люблю тебя                    | Paris, je t’aime                                      | официант                        |
| 2006      | ф   | Последний отпуск                       | Last Holiday                                          | Дидье, шеф-повар                |
| 2007      | ф   | Жизнь в розовом цвете                  | La Môme                                               | Луи Лепле                       |
| 2007      | ф   | Мишу из Обера                          | Michou d’Auber                                        | Жорж Дюваль                     |
| 2008      | ф   | Астерикс на Олимпийских играх          | Astérix aux Jeux Olympiques                           | Обеликс                         |
| 2008      | ф   | Вавилон нашей эры                      | Babylon A.D.                                          | Горский                         |
| 2008      | ф   | Враг государства № 1                   | L’instinct de mort                                    | Гидо                            |
| 2008      | ф   | Всё могут короли                       | Всё могут короли                                      | отец принцессы Марии            |
| 2008      | ф   | Привет, пока!                          | Hello Goodbye                                         | Ален Гааш                       |
| 2008      | ф   | Сорванцы из Тимпельбаха                | Les enfants de Timpelbach                             | генерал                         |
| 2008      | ф   | Диско                                  | Disco                                                 | Жан-Франсуа Сиветт              |
| 2009      | ф   | 13 отдел                               | Diamant 13                                            | Мэт                             |
| 2009      | ф   | Коко                                   | Coco                                                  | кардиолог                       |
| 2009      | ф   | Беллами                                | Bellamy                                               | Пол Беллами                     |
| 2009      | ф   | Всё сначала                            | À l’origine                                           | Абель                           |
| 2010      | ф   | Другой Дюма                            | L’autre Dumas                                         | Александр Дюма                  |
| 2010      | ф   | Отчаянная домохозяйка                  | Potiche                                               | Морис Бабен                     |
| 2010      | ф   | Поздняя любовь                         | Кеш келген махаббат                                   | Герольд                         |
| 2010      | ф   | Чистый лист                            | La tête en friche                                     | Жермен                          |
| 2011      | ф   | Маленький мир                          | Je n’ai rien oublié                                   | Конрад Лэнг                     |
| 2011      | ф   | Гленн 3948                             | Glenn                                                 | репортёр                        |
| 2011      | ф   | Антонио Вивальди                       | Vivaldi                                               | Гавино                          |
| 2011      | ф   | Последний Мамонт Франции               | Mammuth                                               | Серж                            |
| 2011      | тф  | Распутин                               | Raspoutine                                            | Григорий Распутин               |
| 2012      | ф   | Большая вечеринка                      | Le Grand Soir                                         | Жювеналь                        |
| 2012      | ф   | Астерикс и Обеликс в Британии          | Astérix et Obélix: God save Britannia                 | Обеликс                         |
| 2012      | ф   | Жизнь Пи                               | Life of Pi                                            | кок                             |
| 2012      | ф   | Человек, который смеётся               | L’Homme qui rit                                       | Урсус                           |
| 2013      | ф   | Мизерере                               | La marque des anges — Miserere                        | Касдан, бывший офицер полиции   |
| 2013      | ф   | Непобедимые                            | Invincibles                                           | Джеки Камбулаз, друг Момо       |
| 2013      | ф   | Навязчивые ритмы                       | Cadences obstinées                                    | отец Вильдье                    |
| 2014      | с   | Зайцев+1                               | Зайцев+1                                              | Жора, альтер эго отца Саши      |
| 2014      | ф   | Добро пожаловать в Нью-Йорк            | Welcome to New York                                   | Деверо                          |
| 2014      | ф   | Лига мечты                             | United Passions                                       | Жюль Риме                       |
| 2014      | ф   | Секс, кофе & сигареты                  | Секс, кофе & сигареты                                 | залётный француз                |
| 2014      | ф   | Виктор                                 | Viktor                                                | Виктор Ламберт                  |
| 2015      | ф   | Агафья                                 | Agafia                                                | крестьянин Савка                |
| 2015      | ф   | Долина любви                           | Valley of Love                                        | Жерар                           |
| 2015      | с   | Капитан Марло                          | Capitaine Marleau                                     | Филипп Мюр                      |
| 2016      | ф   | Сент-Амур: Удовольствия любви          | Saint Amour                                           | Джен                            |
| 2016      | ф   | Анатолийская история                   | Anatolian story                                       | адвокат Блюменталь              |
| 2016      | ф   | Конец                                  | The End                                               | человек                         |
| 2016      | ф   | Тур де Франс                           | Tour de France                                        | Серж Десмоулинс                 |
| 2016—2018 | с   | Марсель                                | Marseille                                             | Роберт Таро                     |
| 2016      | ф   | Диван Сталина                          | Le Divan de Staline                                   | Сталин                          |
| 2016      | ф   | Команда мечты                          | La Dream Team                                         | отец Максима Беллока            |
| 2017      | с   | Мата Хари                              | Mata Hari                                             | священник                       |
| 2017      | ф   | Наивный человек                        | Bonne Pomme                                           | Жерар Морле                     |
| 2017      | ф   | Впусти солнце                          | Un beau soleil intérieur                              | экстрасенс                      |
| 2017      | ф   | Углерод                                | Carbone                                               | Арон Гольдштейн, отец Даны      |
| 2018      | ф   | Любовник моей жены                     | Amoureux de ma femme                                  | Патрик                          |
| 2018      | ф   | Приключения Аладдина                   | Alad’2                                                | Христофор Колумб                |
| 2018      | ф   | На краю света                          | Les Confins du monde                                  | Сентонж                         |
| 2019      | ф   | Создатели: Прошлое                     | Creators — The Past                                   | Учитель                         |
| 2019      | ф   | Исключительный кортеж                  | Convoi exceptionnel                                   | Крот                            |
| 2019      | ф   | Спа                                    | Thalasso                                              | Жерар                           |
| 2019      | ф   | Шахматист                              | Fahim                                                 | Сильвен Шарпантье               |
| 2020      | ф   | Мужчины                                | Des hommes                                            | Бернар                          |
| 2021      | с   | Гражданин России                       | Un citoyen de Russie                                  | камео                           |
| 2021      | ф   | Утраченные иллюзии                     | Illusions perdues                                     | Дориа                           |
| 2021      | ф   | Тайна Сен-Тропе                        | Mystère à Saint-Tropez                                | префект Морис Лефранк           |
| 2022      | ф   | Мегрэ и таинственная девушка           | Maigret                                               | комиссар Жюль Мегрэ             |
| 2022      | ф   | Дом престарелых                        | Maison de retraite                                    | Лен Вартан                      |
| 2022      | ф   | Неувольняемый                          | Irréductible                                          | играет себя                     |
| 2022      | ф   | Вкус счастья                           | Umami                                                 | Габриэль Карвин                 |
| 2022      | с   | Диана де Пуатье                        | Diane de Poitiers                                     | Нострадамус                     |
| 2024      | ф   | Отпуск не по-детски                    | Maison de retraite 2                                  | Лен Вартан                      |

### Театр
- 1972 — «Дом»
- 1972 — «Исма»
- 1973 — «Исаак»
- 1974 — «Прогулка к озеру Констанс»

Театр Эдуарда VII
- 1968—1969: — «Парни из банды»

театр «Мадлен»
- 1970 — «Девушка в моём супе»
- 1971 — «Галапагоссы»
- 2004 — «Зверь в чаще»

Национальный театр «Шайо»
- 1971 — «Спасённый»

Театральный центр «Нантер»
- 1977 — «Неразумные вымирают»

Национальный театр Страсбурга
- 1983 — «Тартюф»

театр «Елисейские поля»
- 1996 — «История солдата»

Театр Парижа
- 1999 — «Небесные врата»

### Телевидение
Канал Arte
- 2015—2016 — «Вкусное путешествие с Жераром Депардье»

### Книги
- Depardieu G. Lettres volées. — Paris: JC Lattès[фр.], 2002.
- Depardieu G. Vivant ! — Olivier Orban[фр.], 2004. — ISBN 978-2259201179.
- Depardieu G. Ma cuisine. — Solar, 2005. — ISBN 978-2263038686.
- Depardieu G. Ça s'est fait comme ça. — Paris: XO éditions[фр.], 2014. — ISBN 978-2845637320.
- Depardieu G. Innocent. — Paris: Le Cherche midi[фр.], 2015. — ISBN 978-2749148892.

## Награды и номинации
Лауреат
- 1973 — Гран-при Фестиваля имени Жерара Филиппа
- 1981 — Сезар: «Лучший актёр» за роль в фильме «Последнее метро»
- 1982 — Общество американских критиков: «Лучший актёр года»
- 1983 — Премия Ассоциации работников киностудий: «За творчество в целом и карьеру в кино»
- 1985 — Венецианский кинофестиваль: Кубок Вольпи за лучшую мужскую роль в фильме «Полиция»
- 1989 — Почётный член Британского института кино
- 1990 — Серебряная премия Каннского кинофестиваля: «Лучшая мужская роль» за роль в фильме «Сирано де Бержерак»
- 1990 — «Лучший иностранный актёр 1980-х — 1990-х» по мнению американских кинокритиков
- 1991 — Сезар: «Лучший актёр» за роль в фильме «Сирано де Бержерак»
- 1991 — Золотой глобус: «Лучшая мужская роль» за роль в фильме «Вид на жительство»
- 1995 — Монреальский кинофестиваль
- 1996 — Кавалер Ордена Почётного легиона[6]
- 1996 — Золотая камера
- 1997 — Венецианский кинофестиваль: Приз имени Рудольфа Валентино, Золотой лев «За вклад в мировой кинематограф»[6]
- 1999 — 7 d’Or[англ.]
- 2000 — Веронский кинофестиваль
- 2002 — Рыцарь Национального ордена Квебека
- 2006 — Московский международный кинофестиваль: приз имени Станиславского «Верю!»
- 2011 — Лауреат кинопремии «Люмьер» «за заметный вклад в развитие мирового кино»[75]
- 2011 — Золотая звезда за вклад в развитие виноделия

- 2013 — Почётный гражданин Чеченской Республики — за творческую деятельность, получившую общественное признание и широкую известность в Чеченской Республике, большой вклад в укрепление дружбы между народами[76]

Номинант
- 1976 — Сезар: «Лучший актёр» за роль в фильме «Семь смертей по рецепту»
- 1977 — Сезар: «Лучший актёр» за роль в фильме «Последняя женщина»
- 1978 — Сезар: «Лучший актёр» за роль в фильме «Скажи ей, что я её люблю»
- 1979 — Сезар: «Лучший актёр» за роль в фильме «Сахар»
- 1983 — Сезар: «Лучший актёр» за роль в фильме «Дантон»
- 1984 — Сезар: «Лучший актёр» за роль в фильме «Папаши»
- 1985 — Сезар: «Лучший актёр» за роль в фильме «Форт „Саган“»
- 1986 — Сезар: «Лучший актёр» за роль в фильме «Полиция»
- 1988 — BAFTA: «Лучшая мужская роль» за роль в фильме «Жан де Флоретт»
- 1989 — Сезар: «Лучший актёр» за роль в фильме «Камилла Клодель»
- 1990 — Европейская киноакадемия: «Лучший актёр» за роль фильме «Сирано де Бержерак»
- 1991 — Оскар — «Лучшая мужская роль» за роль в фильме «Сирано де Бержерак»
- 1992 — BAFTA: «Лучшая мужская роль» за роль в фильме «Сирано де Бержерак»
- 1995 — Сезар: «Лучший актёр» за роль в фильме «Полковник Шебер»
- 1998 — Европейская киноакадемия: «За выдающиеся достижения в мировом искусстве» за роль в фильме «Человек в железной маске»
- 2007 — Сезар: «Лучший актёр» за роль в фильме «Когда я была певцом»
- 2011 — Сезар: «Лучший актёр» за роль в фильме «Последний мамонт Франции»

Прочее
- В честь него назван астероид (19999) Депардьё.